# Analalava (district)
Analalava is een district van Madagaskar in de regio Sofia. Het district telt 140.867 inwoners (2011) en heeft een oppervlakte van 4.380 km², verdeeld over 13 gemeentes. De hoofdplaats is Analalava.